# 藏东南虎耳草
藏东南虎耳草（学名：Saxifraga subtsangchanensis）为虎耳草科虎耳草属下的一个种。

## 扩展阅读
- 維基物種上的相關：藏东南虎耳草